# Kostelec u Heřmanova Městce
Kostelec u Heřmanova Městce – wieś i gmina w Czechach, w powiecie Chrudim, w kraju pardubickim. Według danych z dnia 1 stycznia 2013 liczyła 306 mieszkańców.
We wsi jest stacja kolejowa Kostelec u Heřmanova Městce.